# Annabel Breuer
Annabel Breuer (23 de octubre de 1992) es esgrimista en silla de ruedas y jugadora de baloncesto en silla de ruedas de 1,5 puntos alemana. Ha jugado para SKV Ravensburg y Sabres Ulm en la liga alemana de baloncesto en silla de ruedas. En diciembre de 2012 fue contratada para jugar en el club de primera división RSV Lahn-Dill así como en Sabres Ulm. También ha jugado en la selección nacional, con la que ganó dos títulos europeos, fue subcampeona en los Campeonatos Mundiales de 2010 y ganó una medalla de oro en los Juegos Paralímpicos de Londres 2012. Después de los Juegos de Londres, el presidente Joachim Gauck concedió al equipo el más alto honor deportivo de Alemania, el Silbernes Lorbeerblatt (Hoja de Laurel de Plata).

## Biografía
Annabel Breuer nació el 23 de octubre de 1992. Vive con sus tres hermanos, sus padres y su perro en Birkenhardt, un pequeño pueblo de Suabia a mitad de camino entre el Lago de Constanza y Ulm. Quedó parapléjica a raíz de un accidente de coche cuando era niña.
Breuer empezó a jugar a la esgrima en silla de ruedas de forma recreativa. Ganó la plata en la Copa Mundial de Esgrima en Silla de Ruedas de 2006 en Turín a la edad de 13 años, pero no pudo participar en los Juegos Paralímpicos de Pekín 2008 debido a una cirugía en su médula espinal-. En los Campeonatos Europeos de 2009 en Varsovia ganó el oro con el equipo alemán de espada, y la plata y el bronce en individuales. Como resultado, la Fundación Alemana de Deportes nombró a Breuer, de 16 años de edad, como Deportista Joven del Año 2009 en Deportes para Discapacitados. Compitió en los Campeonatos Mundiales de 2010 en París, pero quedó en quinto lugar y no obtuvo ninguna medalla. Recibió el Premio Hilde Frey en 2011, y dijo que su objetivo era estar en los Juegos Paralímpicos de Londres 2012.
Breuer asistió a los Juegos Paralímpicos de Londres, pero como jugadora de baloncesto en silla de ruedas y no como esgrimista. Fue introducida en el deporte por un amigo y reconocida por un entrenador nacional. Breuer jugó para Sabines Ulm, donde era la única mujer de un equipo mixto. Está clasificada como jugadora de 1,5 puntos, las mujeres obtienen una bonificación de 1,5 puntos cuando juegan en un equipo mixto, lo que la convierte, en efecto, en una jugadora de cero puntos. Su clasificación, junto con su gran perspicacia técnica, significa que es un activo valioso en cualquier equipo.
Formó parte del equipo nacional alemán que ganó el oro en los Campeonatos Europeos de 2011 en Nazaret, Israel, derrotando a los Países Bajos en la final, 48-42. En junio de 2012 fue nombrada como una de las integrantes del equipo que compitió en los Juegos Paralímpicos de Verano de 2012 en Londres. En el partido por la medalla de oro, el equipo se enfrentó al equipo nacional femenino de baloncesto en silla de ruedas de Australia, un equipo que les había derrotado 48-46 en Sídney unos meses antes. Derrotaron a las australianas por 44-58 frente a una multitud de más de 12.000 personas en el North Greenwich Arena para ganar la medalla de oro, fueron premiadas con otra hoja de laurel de plata por el presidente Joachim Gauck en noviembre de 2012, y fueron nombradas de nuevo Equipo del Año para el 2012. En una ceremonia en Ulm, Breuer fue felicitada por el alcalde, Ivo Gönner, y su nombre fue inscrito en el Libro de Oro de la ciudad. En diciembre de 2012, se anunció que además de jugar para la segunda división Sabres Ulm, también jugaría para el club de primera división RSV Lahn-Dill, ganador de la Liga de Campeones en cinco ocasiones en 2013.
En febrero de 2013, debido a las constantes interrupciones de su educación por los entrenamientos y las competiciones, Breuer, que habla inglés, francés, alemán y español, aún no había completado sus exámenes finales de secundaria en la escuela Matthias Erzberger de Biberach an der Riß. El equipo alemán ganó la plata en el Campeonato Mundial Femenino de Baloncesto en silla de ruedas de 2014 en Toronto, Ontario, Canadá, y venció a los Países Bajos en el Campeonato Europeo de 2015, para reclamar su décimo título europeo. En los Juegos Paralímpicos de 2016, en Río de Janeiro, ganó la plata después de perder la final contra los Estados Unidos.

## Logros
- 2006: Plata. Copa Mundial de Esgrima en Silla de Ruedas (Turín, Italia).[4]
- 2009: Oro (equipo), Plata y Bronce (individual) en el Campeonato Europeo (Varsovia, Polonia).[5][4]
- 2010: Plata.Campeonatos Mundiales (Birmingham, Gran Bretaña).[22][23]
- 2011: Oro Campeonato Europeo (Nazaret, Israel).[11]
- 2012: Oro. Juegos Paralímpicos (Londres, Inglaterra).[13]
- 2013: Plata. Campeonatos Europeos (Frankfurt, Alemania).[24]
- 2014: Plata en los Campeonatos Mundiales (Toronto, Canadá).[19]

2015: Oro en los Campeonatos Europeos (Worcester, Inglaterra).
2016: Plata en los Juegos Paralímpicos (Río de Janeiro, Brasil).

## Premios
- 2009: Deportista Junior del Año en Deportes para Discapacitados.[6]
- 2012: Equipo del Año.[16]
- 2012: Silver Laurel Leaf.[15]
- 2012: Entrada en el Libro de Oro de la ciudad de Ulm.[17]
- 2015: Oro en los Campeonatos Europeos (Worcester, Inglaterra).[20]

|  |
|  |

|  |
|  |